# Rêu

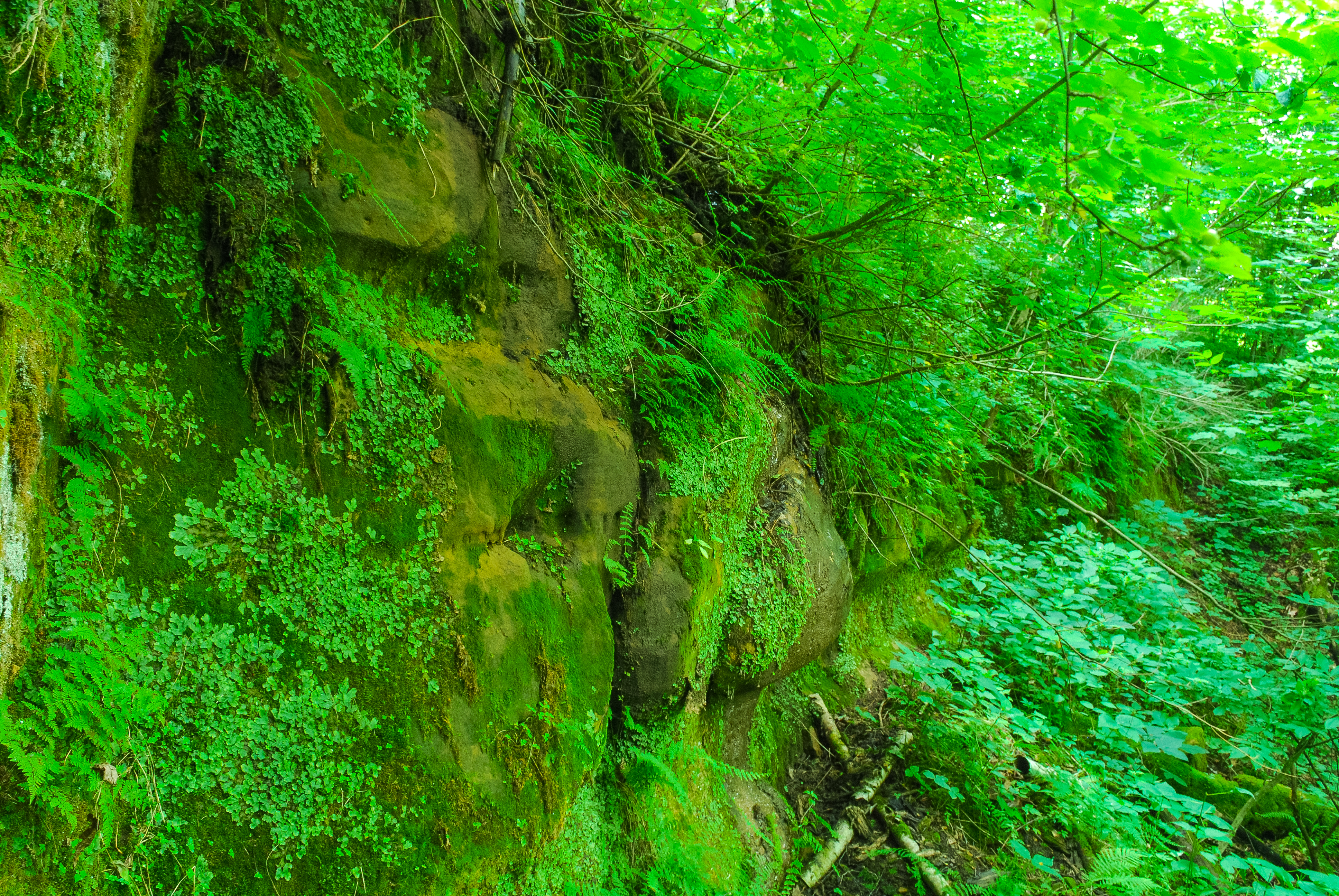
Thảm rêu phong trong một khu rừng ở Wisconsin (trong Dự án Wisconsin State Natural Areas Program)

Rêu là từ chung để gọi một nhóm trong thực vật có phôi (Embryophyta) mà không phải là thực vật có mạch. Nó cũng là một phần của thực vật không mạch khi coi tảo lục cũng thuộc về giới thực vật và là toàn bộ thực vật không mạch khi coi tảo lục thuộc nhóm sinh vật nguyên sinh. Rêu có các mô và các hệ thống sinh sản, nhưng không có mô mạch để lưu thông các chất lỏng. Rêu có hoa và sinh sản ra hạt 

## Phân loại rêu

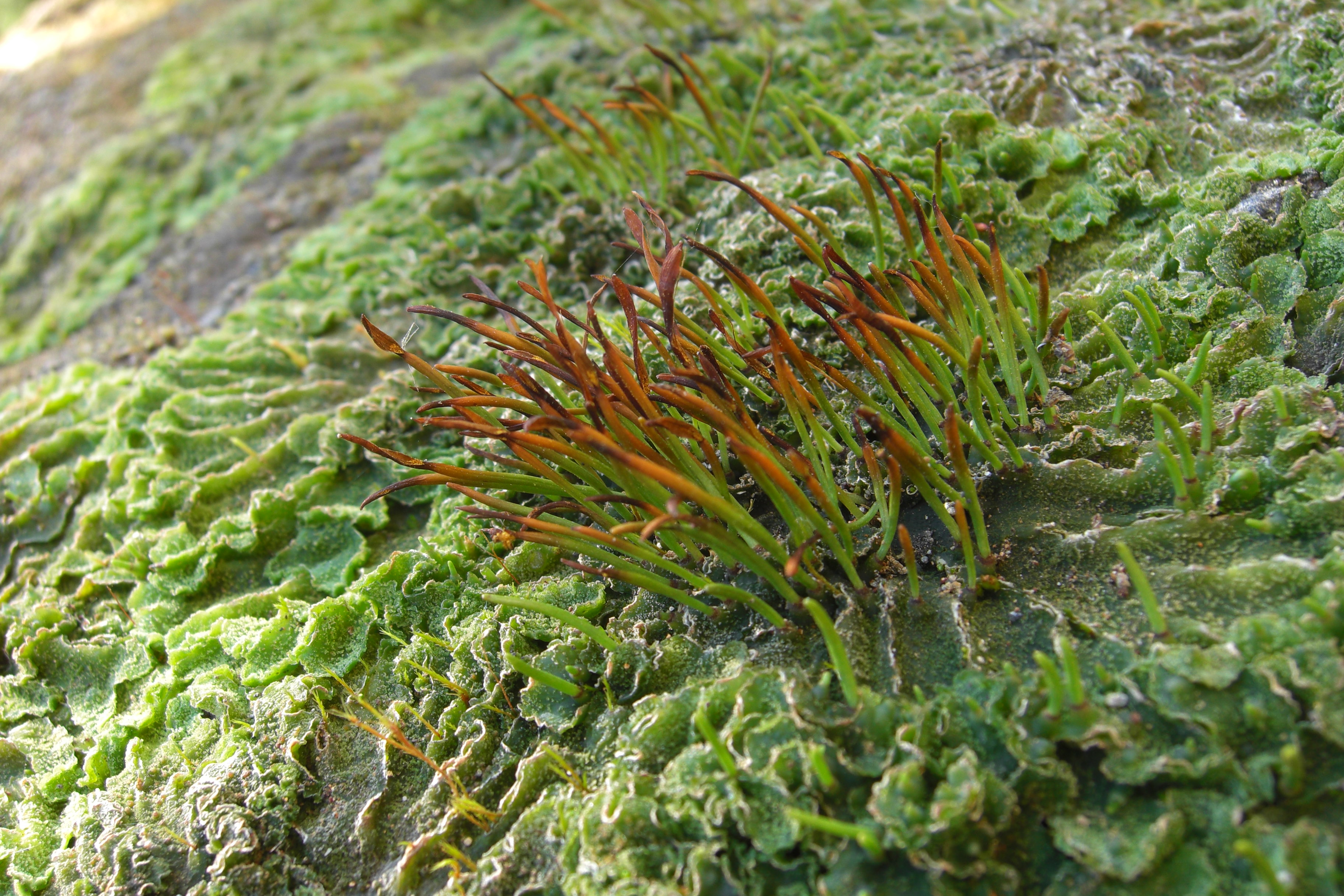
Rêu sừng bao gồm các loài rêu mà người ta tin là họ hàng gần nhất còn sinh tồn của thực vật có mạch.

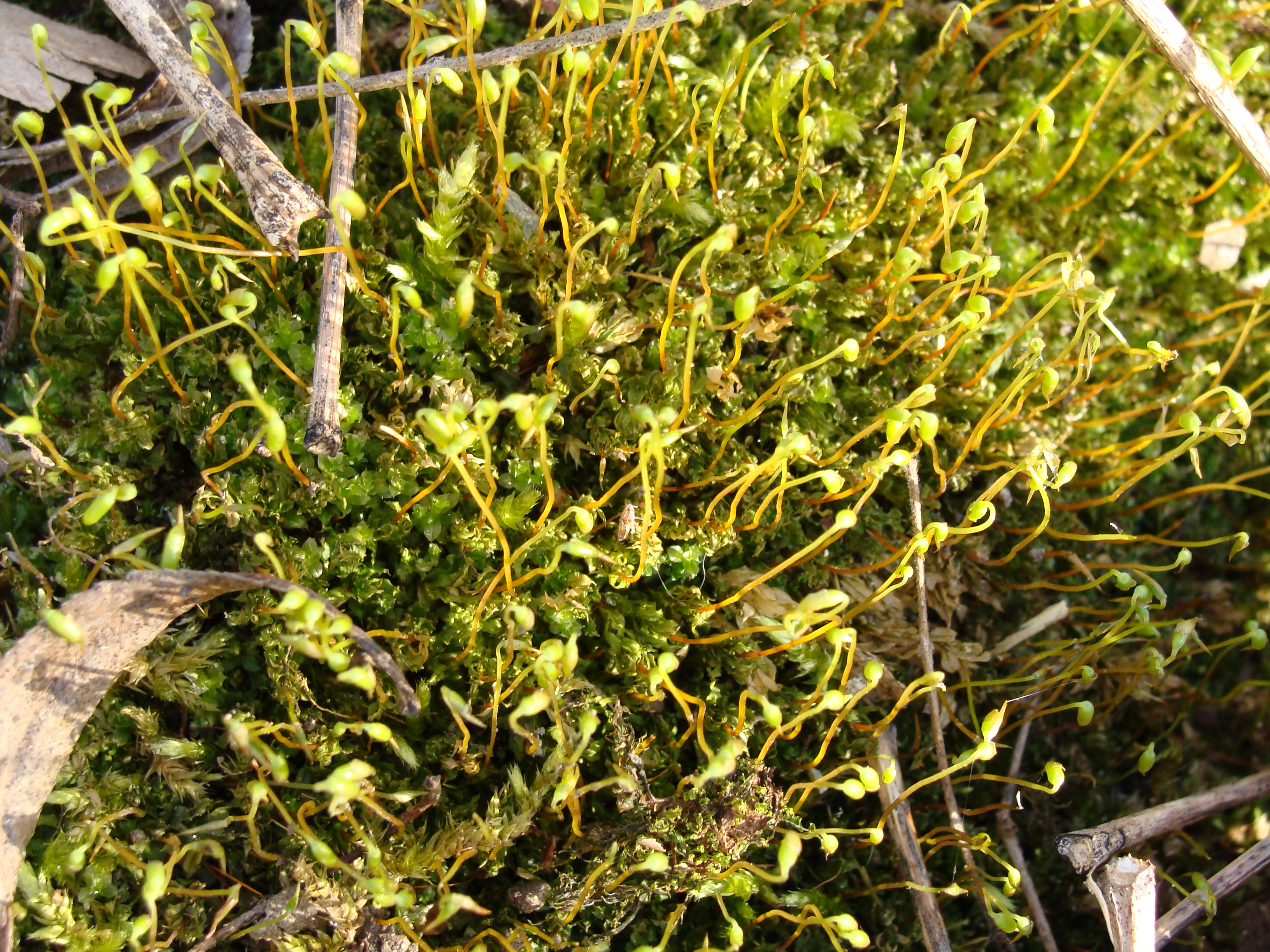
Rêu "thật sự" là một trong ba nhóm rêu.

Theo truyền thống, tất cả các thực vật đất liền còn sinh tồn mà không có mô mạch từng được phân loại trong một một nhóm phân loại, thông thường là một ngành. Sau đó, nghiên cứu phát sinh chủng loài đã đặt câu hỏi về việc rêu có phải là một nhóm đơn ngành hay không. Nghiên cứu năm 2005 hỗ trợ cho quan điểm truyền thống cho rằng rêu là nhóm đơn ngành.
Tuy nhiên vào khoảng năm 2010 thì nhiều nhà hệ thống học nhận thấy rêu không là một nhóm tốt theo quan điểm của phát sinh chủng loài, do nó không là một nhóm đơn ngành mạc dù cả 3 nhóm còn sinh tồn đều là đơn ngành. Chúng là rêu tản, rêu sừng và rêu "thật sự", khi được coi là bậc phân loại ở cấp ngành thì danh pháp tương ứng là Marchantiophyta, Anthocerotophyta và Bryophyta. Thực vật có mạch hay Tracheophyta tạo thành nhánh thứ tư, không phân hạng của thực vật đất liền, gọi là "Polysporangiophyta" (thực vật nhiều túi bào tử).
Trong các phân tích đề cập tại đây thì rêu sừng là chị em với thực vật có mạch còn rêu tản là chị em với nhánh chứa toàn bộ phần còn lại của thực vật đất liền, bao gồm cả rêu "thật sự", rêu sừng và thực vật nhiều túi bào tử. Các nghiên cứu phát sinh chủng loài tới nay vẫn tiếp tục tạo ra các kết quả mâu thuẫn. Cụ thể, các nghiên cứu dựa vào trình tự gen gợi ý rằng rêu là nhóm cận ngành, trong khi các nghiên cứu dựa theo dịch mã amino acid của chính các gen đó lại gợi ý rằng rêu là nhóm đơn ngành. Một nghiên cứu năm 2014 kết luận rằng các thiên lệch thành phần chịu trách nhiệm cho các khác biệt này và rằng rêu là nhóm đơn ngành.

### Quan điểm cận ngành
|  | Rêu thật sự                                                   |
|  |                                                               |
|  | \| \| Rêu sừng \| \| \| \| \| \| Thực vật có mạch \| \| \| \| |
|  |                                                               |
|  | Rêu sừng                                                      |
|  |                                                               |
|  | Thực vật có mạch                                              |
|  |                                                               |

|  | Rêu sừng         |
|  |                  |
|  | Thực vật có mạch |
|  |                  |

|  | Rêu thật sự                                                   |
|  |                                                               |
|  | \| \| Rêu sừng \| \| \| \| \| \| Thực vật có mạch \| \| \| \| |
|  |                                                               |
|  | Rêu sừng                                                      |
|  |                                                               |
|  | Thực vật có mạch                                              |
|  |                                                               |

|  | Rêu sừng         |
|  |                  |
|  | Thực vật có mạch |
|  |                  |

|  | Rêu thật sự                                                   |
|  |                                                               |
|  | \| \| Rêu sừng \| \| \| \| \| \| Thực vật có mạch \| \| \| \| |
|  |                                                               |
|  | Rêu sừng                                                      |
|  |                                                               |
|  | Thực vật có mạch                                              |
|  |                                                               |

|  | Rêu sừng         |
|  |                  |
|  | Thực vật có mạch |
|  |                  |

|  | Rêu thật sự                                                   |
|  |                                                               |
|  | \| \| Rêu sừng \| \| \| \| \| \| Thực vật có mạch \| \| \| \| |
|  |                                                               |
|  | Rêu sừng                                                      |
|  |                                                               |
|  | Thực vật có mạch                                              |
|  |                                                               |

|  | Rêu sừng         |
|  |                  |
|  | Thực vật có mạch |
|  |                  |

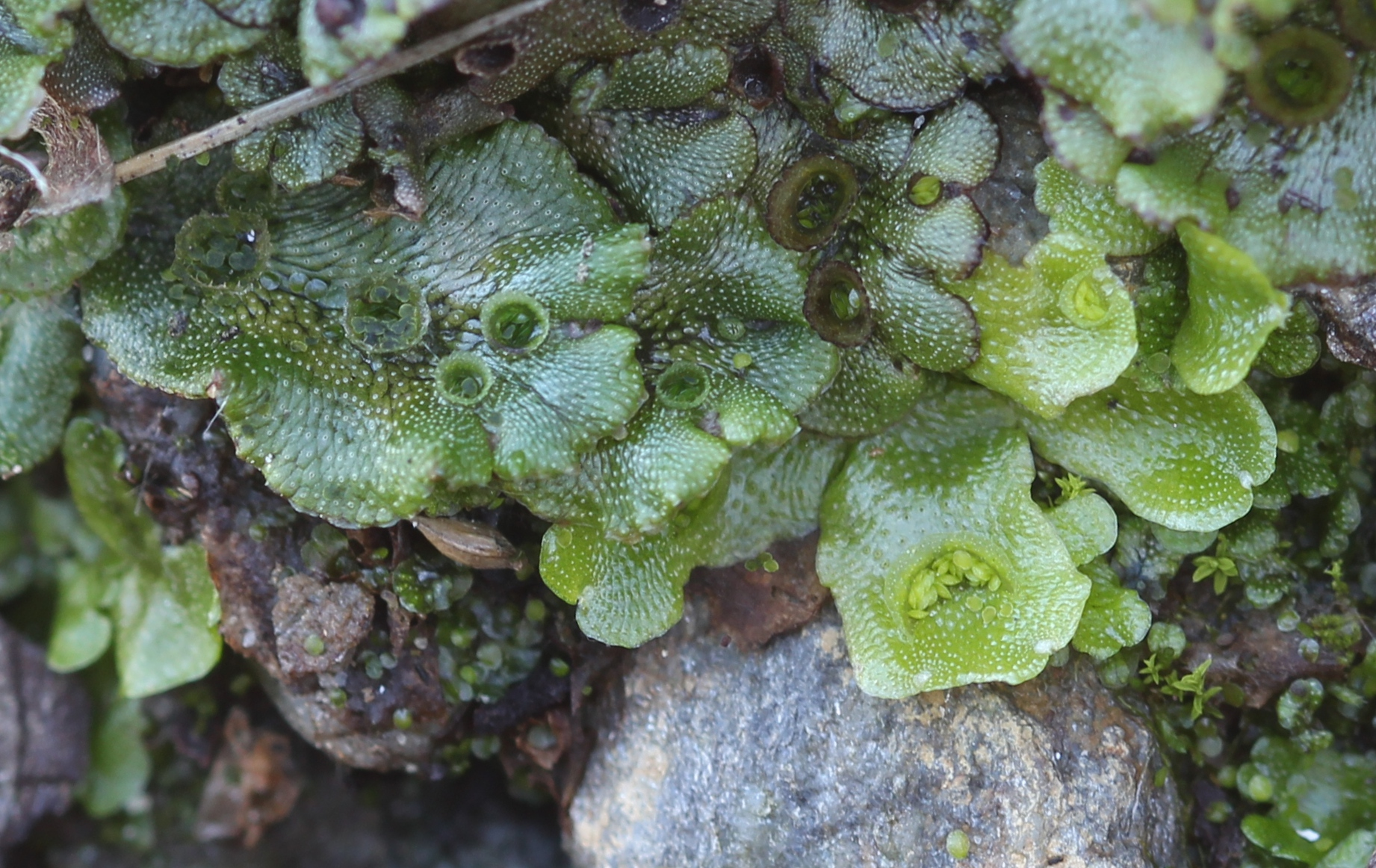
Rêu tản được gộp trong nhóm rêu

Khi các thực vật tuyệt chủng được đưa vào phân tích thì bức tranh hơi bị thay đổi. Một số nhóm thực vật đất liền tuyệt chủng, như quyết sừng dê (Horneophytopsida) - không phải là rêu nhưng cũng không phải là thực vật có mạch vì tương tự như rêu thì chúng cũng không có mô mạch thật sự. Ở rêu thì thể bào tử là cấu trúc đơn giản không phân nhánh với cơ quan sinh bào tử đơn giản (túi bào tử). Ở tất cả các thực vật đất liền khác (Polysporangiophyta) thì thể bào tử phân nhánh và mang nhiều túi bào tử. Người ta cho rằng sự tương phản này giữa rêu và các thực vật đất liền khác là ít làm sai lệch hơn so với phân biệt truyền thống về thực vật không mạch so với thực vật có mạch, do nhiều loài rêu đã tiến hóa các mạch dẫn nước tương đối phát triển. Sự tương phản này được thể hiện trong biểu đồ phát sinh chủng loài hơi khác biệt dưới đây:

| Thực vật nhiều túi bào tử | \| \| "Protracheophyta", như Horneophyton hay Aglaophyton \| \| \| \| \| \| Thực vật có mạch \| \| \| \| |
|                           | \| \| "Protracheophyta", như Horneophyton hay Aglaophyton \| \| \| \| \| \| Thực vật có mạch \| \| \| \| |
|                           | "Protracheophyta", như Horneophyton hay Aglaophyton                                                      |
|                           | |
|                           | Thực vật có mạch                                                                                         |
|                           | |

|  | "Protracheophyta", như Horneophyton hay Aglaophyton |
|  |                                                     |
|  | Thực vật có mạch                                    |
|  |                                                     |

| Thực vật nhiều túi bào tử | \| \| "Protracheophyta", như Horneophyton hay Aglaophyton \| \| \| \| \| \| Thực vật có mạch \| \| \| \| |
|                           | \| \| "Protracheophyta", như Horneophyton hay Aglaophyton \| \| \| \| \| \| Thực vật có mạch \| \| \| \| |
|                           | "Protracheophyta", như Horneophyton hay Aglaophyton                                                      |
|                           | |
|                           | Thực vật có mạch                                                                                         |
|                           | |

|  | "Protracheophyta", như Horneophyton hay Aglaophyton |
|  |                                                     |
|  | Thực vật có mạch                                    |
|  |                                                     |

| Thực vật nhiều túi bào tử | \| \| "Protracheophyta", như Horneophyton hay Aglaophyton \| \| \| \| \| \| Thực vật có mạch \| \| \| \| |
|                           | \| \| "Protracheophyta", như Horneophyton hay Aglaophyton \| \| \| \| \| \| Thực vật có mạch \| \| \| \| |
|                           | "Protracheophyta", như Horneophyton hay Aglaophyton                                                      |
|                           | |
|                           | Thực vật có mạch                                                                                         |
|                           | |

|  | "Protracheophyta", như Horneophyton hay Aglaophyton |
|  |                                                     |
|  | Thực vật có mạch                                    |
|  |                                                     |

| Thực vật nhiều túi bào tử | \| \| "Protracheophyta", như Horneophyton hay Aglaophyton \| \| \| \| \| \| Thực vật có mạch \| \| \| \| |
|                           | \| \| "Protracheophyta", như Horneophyton hay Aglaophyton \| \| \| \| \| \| Thực vật có mạch \| \| \| \| |
|                           | "Protracheophyta", như Horneophyton hay Aglaophyton                                                      |
|                           | |
|                           | Thực vật có mạch                                                                                         |
|                           | |

|  | "Protracheophyta", như Horneophyton hay Aglaophyton |
|  |                                                     |
|  | Thực vật có mạch                                    |
|  |                                                     |

| Thực vật nhiều túi bào tử | \| \| "Protracheophyta", như Horneophyton hay Aglaophyton \| \| \| \| \| \| Thực vật có mạch \| \| \| \| |
|                           | \| \| "Protracheophyta", như Horneophyton hay Aglaophyton \| \| \| \| \| \| Thực vật có mạch \| \| \| \| |
|                           | "Protracheophyta", như Horneophyton hay Aglaophyton                                                      |
|                           | |
|                           | Thực vật có mạch                                                                                         |
|                           | |

|  | "Protracheophyta", như Horneophyton hay Aglaophyton |
|  |                                                     |
|  | Thực vật có mạch                                    |
|  |                                                     |

| Thực vật nhiều túi bào tử | \| \| "Protracheophyta", như Horneophyton hay Aglaophyton \| \| \| \| \| \| Thực vật có mạch \| \| \| \| |
|                           | \| \| "Protracheophyta", như Horneophyton hay Aglaophyton \| \| \| \| \| \| Thực vật có mạch \| \| \| \| |
|                           | "Protracheophyta", như Horneophyton hay Aglaophyton                                                      |
|                           | |
|                           | Thực vật có mạch                                                                                         |
|                           | |

|  | "Protracheophyta", như Horneophyton hay Aglaophyton |
|  |                                                     |
|  | Thực vật có mạch                                    |
|  |                                                     |

| Thực vật nhiều túi bào tử | \| \| "Protracheophyta", như Horneophyton hay Aglaophyton \| \| \| \| \| \| Thực vật có mạch \| \| \| \| |
|                           | \| \| "Protracheophyta", như Horneophyton hay Aglaophyton \| \| \| \| \| \| Thực vật có mạch \| \| \| \| |
|                           | "Protracheophyta", như Horneophyton hay Aglaophyton                                                      |
|                           | |
|                           | Thực vật có mạch                                                                                         |
|                           | |

|  | "Protracheophyta", như Horneophyton hay Aglaophyton |
|  |                                                     |
|  | Thực vật có mạch                                    |
|  |                                                     |

| Thực vật nhiều túi bào tử | \| \| "Protracheophyta", như Horneophyton hay Aglaophyton \| \| \| \| \| \| Thực vật có mạch \| \| \| \| |
|                           | \| \| "Protracheophyta", như Horneophyton hay Aglaophyton \| \| \| \| \| \| Thực vật có mạch \| \| \| \| |
|                           | "Protracheophyta", như Horneophyton hay Aglaophyton                                                      |
|                           | |
|                           | Thực vật có mạch                                                                                         |
|                           | |

|  | "Protracheophyta", như Horneophyton hay Aglaophyton |
|  |                                                     |
|  | Thực vật có mạch                                    |
|  |                                                     |

Thuật ngữ "rêu" như thế là nói tới một bậc các dòng dõi được định nghĩa chủ yếu là theo những gì chúng không có. So với các thực vật đất liền còn sinh tồn khác thì chúng thiếu mô mạch chứa lignin và các thể bào tử phân nhánh mang nhiều túi bào tử. Sự nổi bật của thể giao tử trong vòng đời cũng là đặc trưng chia sẻ chung của cả 3 dòng dõi rêu (tất cả các thực vật có mạch còn sinh tồn chủ yếu là thể bào tử).

### Quan điểm đơn ngành
Phát sinh chủng loài dựa theo amino acid chứ không phải gen chỉ ra rằng rêu là nhóm đơn ngành:

|  | Rêu sừng                                                |
|  |                                                         |
|  | \| \| Rêu tản \| \| \| \| \| \| Rêu thật sự \| \| \| \| |
|  |                                                         |
|  | Rêu tản                                                 |
|  |                                                         |
|  | Rêu thật sự                                             |
|  |                                                         |

|  | Rêu tản     |
|  |             |
|  | Rêu thật sự |
|  |             |

|  | Rêu sừng                                                |
|  |                                                         |
|  | \| \| Rêu tản \| \| \| \| \| \| Rêu thật sự \| \| \| \| |
|  |                                                         |
|  | Rêu tản                                                 |
|  |                                                         |
|  | Rêu thật sự                                             |
|  |                                                         |

|  | Rêu tản     |
|  |             |
|  | Rêu thật sự |
|  |             |

Nếu điều này là đúng thì thể bào tử phức tạp của thực vật có mạch còn sinh tồn có thể đã tiến hóa độc lập với thể bào tử không phân nhánh đơn giản hơn có trong rêu. Các nghiên cứu khác gợi ý một nhóm đơn ngành bao gồm rêu tản và rêu thật sự, với rêu sừng là chị em với thực vật có mạch.

## Giới tính
Rêu nói chung nằm ở trạng thái thể giao tử; nghĩa là, thông thường chúng là các thể giao tử đơn bội, với cấu trúc lưỡng bội duy nhất là túi bào tử theo mùa. Kết quả là giới tính của rêu rất khác biệt giữa nhóm này với nhóm khác. Có 2 kiểu giới tính cơ bản ở các loài rêu:
- Rêu đơn tính khác gốc chỉ sinh ra các túi đực (cơ quan sinh sản đực) hoặc các túi noãn (cơ quan sinh sản cái) trên một cây.
- Rêu đơn tính cùng gốc sinh ra cả túi đực lẫn túi noãn trên một cây.

Một số loài rêu có thể là đơn tính cùng hay khác gốc, phụ thuộc vào các điều kiện môi trường, trong khi một số loài khác chỉ có một kiểu giới tính.

## Thư viện hình ảnh

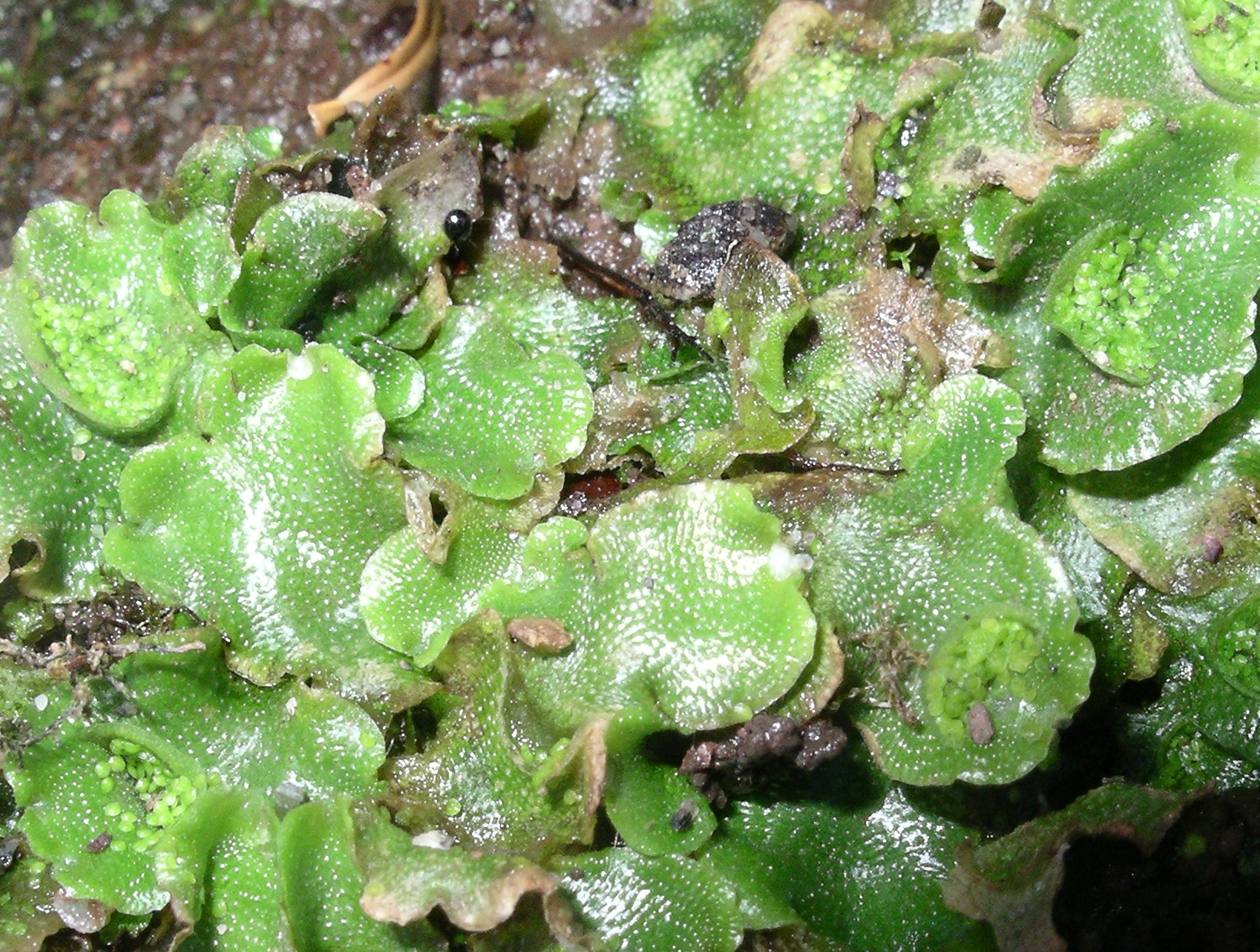
Lunularia cruciata, một loài rêu tản
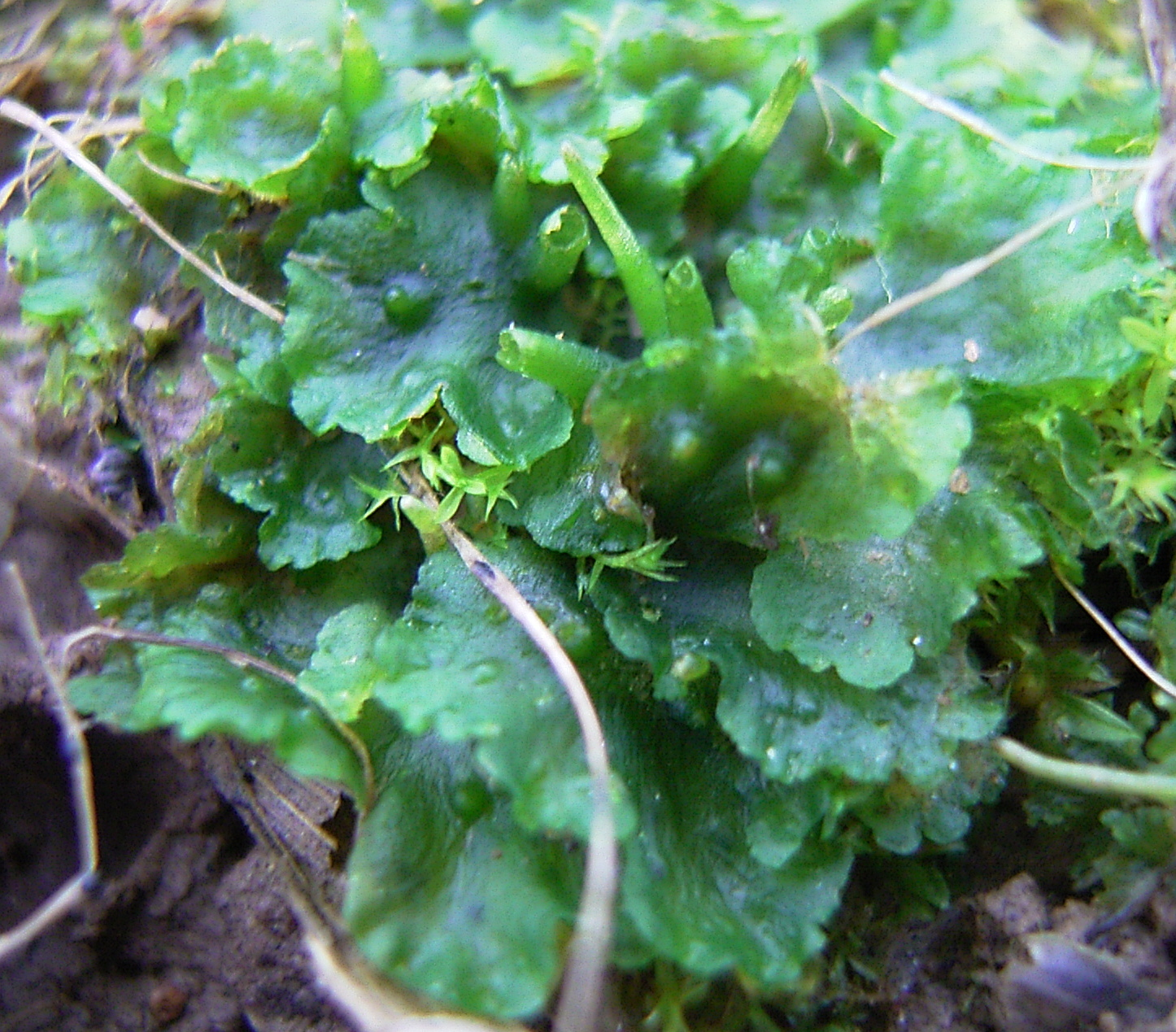
Anthoceros laevis, một loài rêu sừng
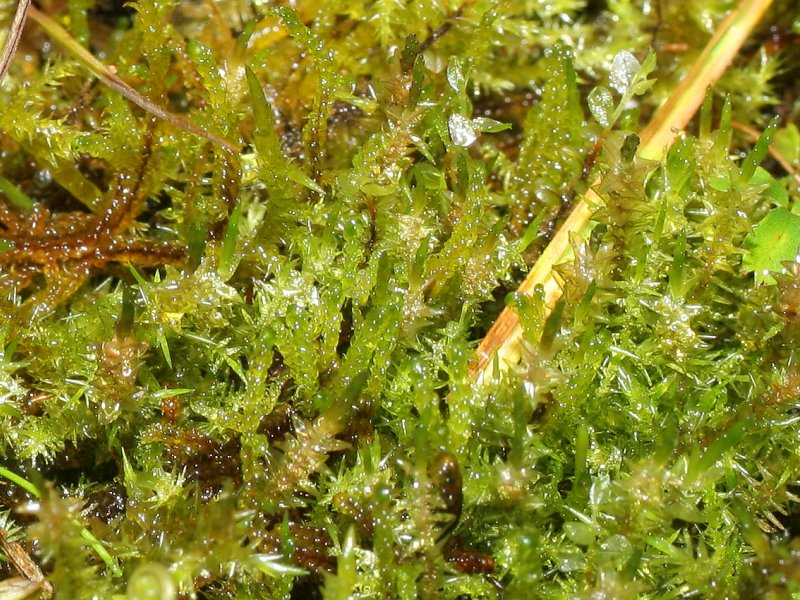
Calliergon giganteum, một loài rêu "thật sự"